# Heiner Kappel
Heiner Ernst Kappel (* 13. Dezember 1938 in Dornheim, heute zu Groß-Gerau) ist ein deutscher Politiker (Bad Sodener Bürger (BSB), Main-Taunus-Bürger, zuvor FDP).

## Leben
Nach Abitur und Wehrdienst studierte er von 1960 bis 1966 Theologie und war einige Jahre als Pfarrer tätig. Von 1970 bis 1974 absolvierte er Ergänzungsstudien in Geschichte und Sozialkunde und legte 1974 das Zweite Staatsexamen für Lehramt an Gymnasien ab. 1980 wurde er Pädagogischer Leiter an einer Gesamtschule. 1994 folgte die Promotion zum Doktor der Philosophie.
Kappel war von 1973 bis 1997 FDP-Mitglied. Er gehörte von 1983 bis 1999 dem Hessischen Landtag an, war Parlamentarischer Geschäftsführer und stellvertretender Vorsitzender der FDP-Fraktion. Mit Achim Rohde und Alexander von Stahl gründete er 1995 die Liberale Offensive in der FDP. Er kandidierte jeweils im Wahlkreis Main-Taunus I, wurde aber stets über die Landesliste der FDP gewählt. Nach seinem Parteiaustritt war er ab dem 24. September 1997 bis zum Ende der Wahlperiode 1999 fraktionsloser Abgeordneter.
1997 trat er aus der FDP aus und schloss sich dem überwiegend nationalliberalen Bund freier Bürger (BFB) an, dessen Vorsitzender er nach dem Austritt des Parteigründers und ersten Vorsitzenden Manfred Brunner 1999 wurde. Vor der Bundestagswahl 1998 richtete Kappel einen „offenen Brief“ an Ignatz Bubis, den Vorsitzenden des Zentralrats der Juden in Deutschland, in dem er die ablehnende Haltung seiner Partei gegenüber der Errichtung eines Holocaust-Mahnmals begründete. Bei der Landtagswahl 1999 trat er für den BfB in seinem bisherigen Wahlkreis Main-Taunus I an und erreichte 1,8 % der Erststimmen und damit das zweitbeste Erststimmenergebnis seiner Partei nach dem Wahlkreis Hersfeld, wo der BfB 3,5 % der Erststimmen erreichte. Auch das Zweitstimmenergebnis von 2,2 % im Wahlkreis war das zweitbeste Ergebnis nach dem Wahlkreis Hersfeld (3,3 %). Nachdem sich die Partei Bund freier Bürger – Offensive für Deutschland im August 2000 aufgelöst hatte, schloss sich Kappel 2001 der nationalkonservativen Deutschen Partei (DP) an und war seitdem deren Bundesvorsitzender als Nachfolger von Johannes Freiherr von Campenhausen.
2001 kandidierte er für die Partei Die Freien Bürger für den Kreistag des Main-Taunus-Kreises und für das Stadtparlament in Bad Soden am Taunus. Vorsitzende dieser Partei war seine Tochter Julia Kappel-Gnirs. Da Kappel sich gegen eine Zusammenarbeit mit der rechtsextremen NPD aussprach, wurde er am 22. Januar 2005 vom Bundesvorstand der DP abgesetzt und aus der Partei ausgeschlossen. Den Rechtsstreit mit der DP, den einige Mitglieder des Vorstands gegen ihn entfachten, hat er letztinstanzlich und in vollem Umfang gewonnen und sich danach aus der Arbeit der DP zurückgezogen.
Im Mai 2007 unterstützte er beratend die rechtskonservative Wählergemeinschaft „Bremen muß leben“ bei der Landtagswahl.
Inzwischen ist Heiner Kappel Fraktionschef der Bad Sodener Bürger (BSB), die zur Kommunalwahl am 27. März 2011 erstmals antraten und mit 21,4 % der Stimmen zweitstärkste Fraktion wurden.
Zur Kreistagswahl im Main-Taunus-Kreis am 6. März 2016 trat Kappel als alleiniger Kandidat für die Main-Taunus-Bürger – wie die Wählervereinigung Die Freien Bürger sich inzwischen nennt – an. Nach dem vorläufigen Endergebnis der Wahl erhielten die Main-Taunus-Bürger 9.380 Stimmen.
Er ist verheiratet und hat drei Kinder.